# 鉢呂吉雄
鉢呂 吉雄（はちろ よしお、1948年〈昭和23年〉1月25日 - ）は、日本の政治家。参議院議員（1期）、衆議院議員（7期）、経済産業大臣（15代）、民主党国会対策委員長（第9・15代）、大蔵政務次官（第1次橋本内閣）、参議院国家基本政策委員長、衆議院法務委員長、衆議院厚生労働委員長、衆議院農林水産委員長、衆議院石炭対策特別委員長などを歴任。

## 来歴

### 生い立ち
北海道樺戸郡新十津川町出身。新十津川町立上徳富小学校、新十津川町立上徳富中学校、北海道滝川高等学校卒業。1971年、北海道大学農学部農学科を卒業し、今金町農業協同組合に勤務。

### 衆議院議員

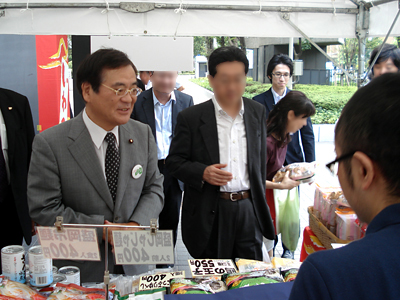
2011年9月7日、経済産業大臣として被災地応援フェアを視察

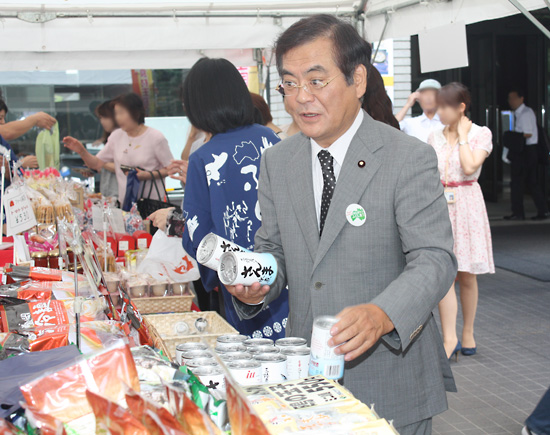
2011年9月7日、被災地応援フェアにて「三陸産さんま水煮」を購入

1990年2月第39回衆議院議員総選挙に無所属で立候補（旧北海道3区）し初当選。日本社会党入り。1993年第40回衆議院議員総選挙で2選。
1996年1月、第1次橋本内閣で大蔵政務次官に就任。同年、社会民主党を離党し旧民主党の結党に参加。同年の第41回衆議院議員総選挙では北海道8区において小選挙区で勝利し3選。2000年の第42回衆議院議員総選挙においても小選挙区で勝利し4選。
2000年秋、民主党代表の鳩山由紀夫が2年以内に憲法改正の方向性を打ち出す意向を表明すると、護憲派の議員を集めて二十一世紀の民主党を考える会を発足させる。
衆議院議員任期途中となる2003年4月13日執行の北海道知事選挙に無所属で立候補した（告示日の同年3月27日付で公職選挙法の規定により衆議院議員を退職（自動失職））。知事選では経済産業省課長を務めた高橋はるみ、自身と同じ90年社会党新人代議士伊東秀子らと争うが、高橋が当選し鉢呂は次点に終わる。同年11月の第43回衆議院議員総選挙では、民主党選対委員長の赤松広隆からの要請で北海道4区に国替えし、現地に地盤を持つ小林恒人・池田隆一両元衆議院議員からの全面的な支援を受け、自民党現職の佐藤静雄らを破り5選を果たす。
2004年1月、民主党北海道連代表就任。また、民主党幹事長代理、国会対策委員長を歴任する。2005年の第44回衆議院議員総選挙で自民党元職の佐藤静雄らを破り6選。
2006年1月、民主党北海道連代表留任。北海道警裏金事件では、自身と同じ90年社会党新人代議士で同じ1999年9月及び2002年9月の民主党代表選挙で横路の推薦人となった元旭川弁護士会会長の佐々木秀典と共に、道警幹部に対する告発状を札幌地方検察庁に提出、検察審査会にも審査申し立てをした。
同年3月31日、民主党代表の前原誠司が、堀江メール問題の責任をとり辞任を表明。前原の辞任に伴う代表選挙（4月7日実施）では小沢一郎の推薦人に名を連ねた。
2007年道知事選では道連代表として衆議院議員の荒井聰を擁立したが、高橋に敗れた。同年9月民主党「次の内閣」ネクスト外務大臣に就任。
2008年1月民主党北海道代表留任。新党大地鈴木宗男とのパイプを期待され異例の3期目となる。2010年5月13日、鉢呂が民主党有志議員らでつくる「北方領土問題解決推進議員連盟」を結成すると、鈴木を顧問に迎えた。
2009年8月30日の第45回衆議院議員総選挙で7選。ネクスト外務大臣だったが、2009年9月に発足した鳩山由紀夫内閣の外務大臣では岡田克也が就任し、入閣はできなかった。
2010年5月、衆議院厚生労働委員長に就任。
同年6月2日、鳩山由紀夫が民主党代表と首相辞任を表明。鳩山の辞任に伴う代表選挙（6月4日実施）では菅直人の推薦人に名を連ね、自身が身を置いている旧社会党・横路グループを菅支持にまとめるなど、菅当選に尽力した。
同年9月17日、民主党国会対策委員長に就任。
2011年1月14日、菅第2次改造内閣における党役員人事で党副代表に就任。2011年3月25日、土肥隆一の後任として、衆議院政治倫理審査会会長に就任。
同年9月2日、野田内閣発足に伴い経済産業大臣に就任。初入閣したものの、9月10日に東日本大震災に関連する自らの発言（詳細は下記のエピソード参照）の責任を取り、経済産業大臣を辞職する意思を固め、内閣総理大臣・野田佳彦に辞表を提出し、直ちに受理された。9月11日付で辞任は了承され、臨時代理には内閣官房長官・藤村修が充てられることとなった。翌12日、後任として枝野幸男が任命された。
2012年12月の第46回衆議院議員総選挙では、自民党の中村裕之に2万票以上の差で敗れ、比例復活もならず落選した。
2013年8月、政界を引退せず北海道4区から国政復帰を目指していると報じられた。2014年12月の第47回衆議院議員総選挙では、北海道4区から立候補するも再び中村に敗れ、比例復活もならず落選。間もなく次期衆院選不出馬を表明した。2015年、民主党は次期衆院選の北海道4区公認候補に前埼玉県第12区支部長の元職本多平直を内定。本多が北海道4区支部長となった。

### 参議院議員
2015年7月、参議院選挙区定数を「10増10減」する公職選挙法改正案が可決成立し、北海道選挙区の定数が4人（改選数2人）から6人（改選数3人）となった。自民党は北海道選挙区に現職の長谷川岳に加えてもう1人の公認候補を擁立し、2議席獲得する方針を表明したことから、民主党もこれに対抗し現職の徳永エリに加えてもう1人の公認候補を擁立する方針を決定した。鉢呂は既に次期衆院選不出馬を表明しており、このまま政界引退と見られていたものの、2016年1月、民主党代表の岡田克也は鉢呂に同年7月の第24回参議院議員通常選挙北海道選挙区への立候補を打診した。鉢呂は態度を保留したが、同年4月、岡田代表は民進党公認候補として出馬するよう要請した。鉢呂は前向きな姿勢を示し、支援体制等について民進党北海道連と協議した上で立候補を表明する。民進党の支持組織連合北海道と北海道農民連盟は既に徳永の推薦を決めているため、鉢呂は古巣の社民党と選挙協力し、同党の推薦を受ける。そして得票数3位で当選し国政に復帰した。
2016年9月15日に行われた民進党代表選挙では蓮舫陣営の選対本部長を務めた。
2017年7月27日、民進党代表の蓮舫が、同月の東京都議会議員選挙の結果を受けて辞任を表明。蓮舫の辞任に伴う代表選挙（9月1日実施）では枝野幸男の推薦人に名を連ねた。同年11月17日、民進党常任幹事会議長に就任。
2018年5月の民進党と希望の党による新党には参加せず、5月7日に民進党を離党、立憲民主党に入党を申請、翌8日の常任幹事会で入党が承認された。
2020年9月15日、旧立憲民主党、旧国民民主党などが合流し、新「立憲民主党」が設立。鉢呂も新党に参加。
2021年10月31日の第49回衆議院議員総選挙で立憲民主党は議席を「109」から「96」に減らし、11月2日、枝野代表は引責辞任を表明。枝野の辞任に伴う代表選挙（11月30日実施）では逢坂誠二の推薦人に名を連ねた。12月21日、自身のFacebookで2022年の第26回参議院議員通常選挙に立候補しない意向を表明した。
2022年6月1日、立憲民主党は鉢呂に次期参院選に比例公認候補として立候補を要請し、翌2日には逢坂誠二代表代行と面会した。同月6日、逢坂代表代行に出馬辞退を伝えた。逢坂代表代行は、「無党派層から保守層まで幅広く比例票を掘り起こせる集票力に期待したが残念だ」と述べている。
同月7日、鉢呂の「ご苦労さん会」が実施されたと、逢坂が自身のnoteで表明した。また、石川知裕が後継候補として立候補する予定だと記載した。投開票の結果、石川は4位で落選。
2023年秋の叙勲に於いて旭日大綬章を受章した。

## 政策・主張
- 安全保障関連法は廃止すべき[32]。
- 憲法改正に反対[32]。
- 憲法9条の改正に反対[32]。
- 緊急事態条項の創設に反対[32]。

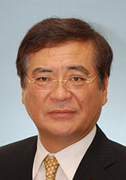
経済産業大臣時の画像

- 政治的公平性を欠く放送を繰り返した放送局に対し、電波停止を命じる可能性に言及した高市早苗総務相の姿は問題だ[32]。
- 来年4月の消費税率10%への引き上げについて、法改正し、引き上げを延期または中止すべきだ[32]。
- 安倍政権の経済政策「アベノミクス」の恩恵は、地方や中小企業に及んでいるとは思わない[32]。
- 環太平洋パートナーシップ協定に反対[32]。
- 原発は日本に必要ない[32]。
- 米軍普天間基地は国外に移設すべき[32]。
- 核武装について、将来にわたって検討すべきでない[32]。
- 選択的夫婦別姓制度導入に賛成[33]。

## 人物
2007年9月に民主党のテロ特措法延長問題の責任者として「次の内閣」の人事で外務担当となり、衆院テロ防止特別委員会の野党民主党の筆頭理事に就任した。「外務防衛について何も知らない」（民主党中堅）との指摘に見られるように、安保の専門家ではなかったが、旧社会党議員として与党に対して断固反対の姿勢を貫けるとの小沢一郎の目論見が決め手となった。テロ対策特別委員長だった深谷隆司によるとインド洋における国際貢献問題として苦労した時の野党民主党の筆頭理事だったが、いつも党本部の小沢一郎に相談してくることから自分では何も決断しないとしている。
しかし、旧社会党グループの中で衆院厚生労働委員長だった鉢呂は2010年9月民主党代表選挙では小沢ではなく、小沢と対立する菅直人側の推薦人になった。

## エピソード

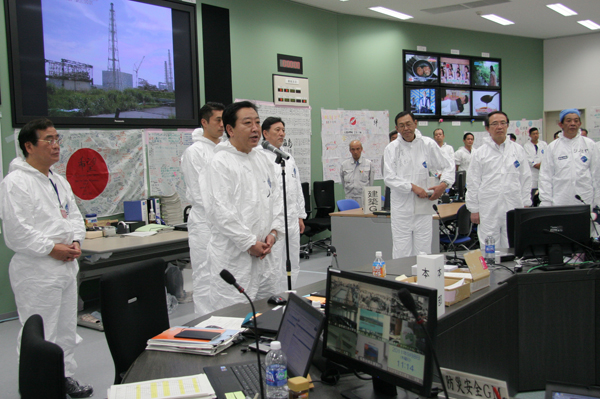
首相・野田佳彦らと福島第一原発を訪れた鉢呂（左端）

- 2011年9月9日、前日の8日に野田佳彦首相らと視察に訪れた福島県の東京電力福島第一原子力発電所の周辺市町村について、「市街地は人っ子一人いない、まさに死の街という形だった」と発言し批判を受け同日午後、発言を撤回し陳謝した。また8日夜に、非公式の取材の場で着ていた防災服の袖を毎日新聞社の記者に擦りつけ「放射能を分けてやるよ」という趣旨の発言をしたと毎日新聞社などに報じられた[36]が、9日夜には報道陣に対して「そういう事は言っていないと思う」と述べ、発言内容について釈明した[37]。NHK報道によれば、「放射性物質がうつった」などという趣旨の発言について鉢呂は、周辺に対し「厳しい福島原発の現状と作業員の懸命な努力の様子を、記者団と共有したいという思いだった」と釈明している[38]。ジャーナリストの上杉隆は、鉢呂の「放射能という言葉自体、あまり使ったことがありませんし、放射性物質などということはありましたが」との発言を報じ、「鉢呂氏は"放射能"も"つけちゃうぞ"も発言しておらず、記者が向けた声に相槌を打っただけ」と結論づけている[39]。ただし、これらの一連の発言については問題視しない声もあり、「死の街」発言を当然の形容であるとして容認する意見も存在する[40]。また、「放射能つけちゃうぞ」発言についても、各紙の表現にばらつきがあったことや、実際にその音声が報道されておらず、前述の上杉隆のように、マスメディアが意図的に情報操作（捏造）を行ったと指摘する者もある。鉢呂は辞任後にこの事実を知り、カウンターメディアの情報を取得できなかったことと、それにより辞任に至ったことを後悔している[41]。
- 産経新聞は、2010年11月30日、正副国対委員長会議で「野党の質問があまりにも低俗だ。答弁者は質疑者の低劣さに合わせなければ答えようがない」と発言した、と報道した[42]。
- 産経新聞は、2010年3月、鉢呂が代表を務める「民主党北海道第4区総支部」において、北海道教職員組合OB5人を含む計17人（延べ39人）から、過去3年間に総額1200万円超の個人献金を受けたとして、政治資金収支報告書に記載している日付が虚偽だった、と報道した[43]。また、2004年5月13日の民主党のメールマガジンによると、年金未納問題の際に国民年金が4年11か月間未納であった[44]。

## 所属している団体・議員連盟
- たばこ産業政策議員連盟（元会長）[45]
- 朝鮮半島問題研究会（顧問）[要出典]
- 日韓議員連盟[要出典]
- 日朝友好議員連盟[要出典]
- 日朝国交正常化推進議員連盟[要出典]
- 日本民主教育政治連盟[46]
- 人権政策推進議員連盟[要出典]
- 在日韓国人をはじめとする永住外国人住民の法的地位向上を推進する議員連盟[要出典]

## 選挙歴
| 当落 | 選挙                     | 執行日         | 年齢 | 選挙区       | 政党       | 得票数     | 得票率 | 定数 | 得票順位 /候補者数 | 政党内比例順位 /政党当選者数 |
| ---- | ------------------------ | -------------- | ---- | ------------ | ---------- | ---------- | ------ | ---- | ------------------ | ---------------------------- |
| 当   | 第39回衆議院議員総選挙   | 1990年02月18日 | 42   | 旧北海道3区  | 無所属     | 7万1973票  | 23.82% | 3    | 3/6                | /                            |
| 当   | 第40回衆議院議員総選挙   | 1993年07月18日 | 45   | 旧北海道3区  | 日本社会党 | 5万5620票  | 21.18% | 3    | 2/7                | /                            |
| 当   | 第41回衆議院議員総選挙   | 1996年10月20日 | 48   | 北海道8区    | 旧民主党   | 11万305票  | 47.53% | 1    | 1/3                | /                            |
| 当   | 第42回衆議院議員総選挙   | 2000年06月25日 | 52   | 北海道8区    | 民主党     | 12万3638票 | 47.27% | 1    | 1/3                | /                            |
| 落   | 2003年北海道知事選挙     | 2003年4月13日  | 55   | ー           | 無所属     | 73万6231票 | 27.01% | 1    | 2/9                | /                            |
| 当   | 第43回衆議院議員総選挙   | 2003年11月09日 | 55   | 北海道4区    | 民主党     | 10万883票  | 49.04% | 1    | 1/3                | /                            |
| 当   | 第44回衆議院議員総選挙   | 2005年09月11日 | 57   | 北海道4区    | 民主党     | 10万8023票 | 47.18% | 1    | 1/3                | /                            |
| 当   | 第45回衆議院議員総選挙   | 2009年08月30日 | 61   | 北海道4区    | 民主党     | 14万9697票 | 65.47% | 1    | 1/3                | /                            |
| 落   | 第46回衆議院議員総選挙   | 2012年12月16日 | 64   | 北海道4区    | 民主党     | 5万3217票  | 29.57% | 1    | 2/4                | /                            |
| 落   | 第47回衆議院議員総選挙   | 2014年12月14日 | 66   | 北海道4区    | 民主党     | 7万49票    | 40.90% | 1    | 2/3                | /                            |
| 当   | 第24回参議院議員通常選挙 | 2016年07月10日 | 68   | 北海道選挙区 | 民進党     | 49万1129票 | 19.29% | 3    | 3/10               | /                            |